# Very Ralph
Very Ralph (conocido en España como Ralph Lauren: el hombre detrás de la marca) es un documental de 2019, dirigido por Susan Lacy, musicalizado por Brian Keane, en la fotografía estuvo Don Lenzer y los protagonistas son Woody Allen, Tyson Beckford y Naomi Campbell, entre otros. Esta obra fue realizada por HBO Documentary Films y Pentimento Productions, se estrenó el 26 de octubre de 2019.

## Sinopsis
El primer documental detallado del reconocido Ralph Lauren, da a conocer al hombre detrás de la fama y la fundación de una de las empresas más triunfantes en la historia de la moda.